# Eriococcus abaii
Eriococcus abaii är en insektsart som först beskrevs av Danzig 1990.  Eriococcus abaii ingår i släktet Eriococcus och familjen filtsköldlöss.
Artens utbredningsområde är Iran. Inga underarter finns listade i Catalogue of Life.